# Honey Sri-Isan
Suphin Hemvijit (tiếng Thái Lan: สุพิน เหมวิจิตร; 22 tháng 10 năm 1971 - 26 tháng 2 năm 1922), được biết đến với nghệ danh Honey Sri-Isan (ฮันนี่ ศรีอีสาน), là một ca sĩ mó lam và 
Luk thung người Thái Lan. Album đầu tay của bà, Nam Ta Lon Bon Thee Non, phát hành năm 1991 và trở thành album đầu tay bán chạy nhất.. Honey thiệt mạng trong một vụ tai nạn xe hơi kinh hoàng ở Sisaket, Thái Lan vào ngày 26 tháng 2 năm 1992.

## Danh sách đĩa nhạc

### Album gốc
- Nam Ta Lon Bon Tee Non (tiếng Việt: Nước mắt trên đi văng) (น้ำตาหล่นบนที่นอน)
- Won Phee Mee Rak Diew. (วอนพี่มีรักเดียว)